# Студентське містечко Львівської політехніки
Студентське містечко Національного університету «Львівська політехніка» — житлово-побутовий комплекс, що об'єднує:
- гуртожитки для студентів, студентських сімей, аспірантів, слухачів підготовчих відділень, абітурієнтів і студентів інших підрозділів університету, де більш ніж 7 тис. студентів проживають, відпочивають;
- житлові будинки, що є на балансі університету.

Студмістечко — окремий структурний підрозділ Національного університету «Львівська політехніка», який керується у своїй діяльності законодавством України, типовим положенням про студентський гуртожиток навчального закладу Міністерства освіти і науки України, Статутом Національного університету «Львівська політехніка» та Положенням про Студентське містечко.
У студентському містечку функціонує 3 спортивні майданчики, бібліотека, 3 спортивних зали, створено умови для обслуговування студентів (студентський магазин, перукарні), у найближчому майбутньому функціонуватиме інтернет-кафе.
Головна мета діяльності студентського містечка — задоволення потреб студентів, аспірантів, студентських сімей, слухачів підготовчих відділень у забезпеченні житлом, створенні для них належних умов для проживання, занять, відпочинку, розвиткові фізичної культури та проведення просвітницької та виховної роботи, а також:
- надання додаткових послуг: копіювально-множильних, у сфері харчування, медичного, бібліотечного, перукарського обслуговування, зв'язку, ремонту одягу, взуття, користування комп'ютерами та інших, використовуючи приміщення нежитлового фонду;
- зміцнення матеріально-технічної бази студентського містечка.

Вільні місця в гуртожитках користаються для створення кімнат для приїжджих чи поселення співробітників та інших осіб у встановленому положенням ладу.

## Зв'язок діяльності з навчальним процесом
Відповідно до мети своєї діяльності, студмістечко бере участь у створенні умов для підготовки спеціалістів, магістрів та аспірантів «Львівської політехніки», здійсненні виховної та профорієнтаційної роботи.
Студмістечко співпрацює з деканатами з питань забезпечення умов для навчання, проживання, відпочинку, розвитку фізичної культури та проведення просвітницької й виховної роботи зі студентами, спільним фінансуванням першочергових заходів для забезпечення таких умов.
Умови співпраці визначаються угодою між деканатом і студмістечком.
Студенти, магістранти та аспіранти можуть працювати в студмістечку у вільний від навчання час, під час практики, канікул.

## Духовне життя
- 2005 р. в містечку біля адміністративного корпусу встановлено фігуру Божої Матері.
- У 2006 році з ініціативи кількох студентів Львівської духовної семінарії Святого Духа, які розпочали свою діяльність у гуртожитках Львівської політехніки, розпочав діяльність Центр студентського капеланства під керівництвом о. Богдана Грушевського — головного студентського капелана Львівської архієпархії УГКЦ. Незабаром виникли перші у м. Львові студентські каплиці в гуртожитках Львівської політехніки.
- 21 листопада 2006 р. в гуртожитку N9 Центром СК в особі о. Степана Суса та священнослужителів УПЦ КП було освячено першу каплицю на території студмістечка.
- 4 грудня 2006 р. освячено вже другу каплицю на території студмістечка в гуртожитку № 15. Патронами нової каплиці стали святі рівноапостольні Володимир та Ольга.
- 14 жовтня 2008 р. в гуртожитку № 8 відбулася урочиста посвята чергової студентської каплички на честь Покрови Пресвятої Богородиці. Це вже третя каплиця, яка діє у студентському містечкові НУ «Львівська політехніка»
- 2 травня 2009 р. відбулось освячення хреста та місця під забудову студентського храму св. Олексія. Посвячення проводив архієпископ Львівський Ігор Возьняк, спільно зі студентськими капеланами.
- 18 грудня 2009 р. відбулось освячення студентського храму блаженного священномученика Олексія Зарицького.
- Нині Центр студентського капеланства є потужною структурою, яка розширяє свою діяльність. Основна праця відбувається в студентському храмі, де студенти НУ «Львівська політехніка» беруть участь у різних проектах.